# Copiopteryx steindachneri
Copiopteryx steindachneri is een vlinder uit de familie van de nachtpauwogen (Saturniidae). De wetenschappelijke naam van de soort is, als de naam voor een ondersoort van Copiopteryx semiramis, voor het eerst geldig gepubliceerd in 1917 door Fassl.